# Just The Hits
Just The Hits è il secondo album di raccolte dei Cascada, quarto del gruppo. È uscito nel 2010 e contiene la raccolta di alcuni dei brani più famosi del gruppo più altrettanti celebri brani remixati. La traccia numero 10 viene inserita nell'album come "bonus track" ed è Last Christmas, cover del celebre brano degli Wham! che verrà poi ripresa nell'album It's Christmas Time.

## Tracce
1. Evacuate The Dancefloor - 3:26
2. Everytime We Touch - 3:17
3. What Hurts The Most - 3:39
4. Miracle - 3:38
5. Bad Boy - 3:12
6. Fever - 3:20
7. Truly Madly Deeply - 4:12
8. Faded - 2:48
9. One More Night - 3:44
10. Last Christmas (Bonus Track) - 3:53
11. Everytime We Touch (Yanous Candlelight Mix) - 3:16
12. Miracle (Icarus Remix) - 7:00
13. Faded (Dave Ramone Electro Remix) - 6:24
14. Fever (Zack Mccrack Bootleg Mix) - 5:23
15. Evacuate The Dancefloor (Cahill Remix) - 6:45
16. What Hurts The Most (Darren Styles Remix) - 6:14| Cascada                            | Cascada                                                                                                                                                                                                                                                                                                                                                                                                                                                                                          |
| Natalie Horler · DJ Manian · Yanou | Natalie Horler · DJ Manian · Yanou |
| ---------------------------------- | --- |
| Album                              | Everytime we Touch (2006) · Perfect Day (2007) · Evacuate the Dancefloor (2009) · Original Me (2011) · |
| Raccolte                           | The Remix Album (2006) · Back on the Dancefloor (2012) · The Best of Cascada (2013) |
| EP                                 | It's Christmas Time (2012) |
| Singoli                            | Everytime we Touch Miracle · Everytime We Touch · How Do You Do! · Truly, Madly, Deeply · A Neverending Dream · Ready for Love Perfect Day What Hurts the Most · What Do You Want from Me? · Because the Night · Faded · Perfect Day Evacuate the Dancefloor Evacuate the Dancefloor · Fever · Dangerous Original Me Pyromania · Night Nurse · San Francisco · Au Revoir Back on the Dancefloor Summer of Love The Best of Cascada The Rhythm of the Night · Glorious · The World Is in My Hands |
| Tour                               | Tour dei Cascada |
| Everytime we Touch                 | Miracle · Everytime We Touch · How Do You Do! · Truly, Madly, Deeply · A Neverending Dream · Ready for Love |
| Perfect Day                        | What Hurts the Most · What Do You Want from Me? · Because the Night · Faded · Perfect Day |
| Evacuate the Dancefloor            | Evacuate the Dancefloor · Fever · Dangerous |
| Original Me                        | Pyromania · Night Nurse · San Francisco · Au Revoir |
| Back on the Dancefloor             | Summer of Love |
| The Best of Cascada                | The Rhythm of the Night · Glorious · The World Is in My Hands |